# Gaceta Médica de Caracas
La Gaceta Médica de Caracas es el órgano informativo de la Academia Nacional de Medicina de Venezuela. El primer ejemplar fue publicado el 15 de abril de 1893, como medio de comunicación de la Sociedad de Médicos y Cirujanos de Caracas. Se publicaba cada dos semanas, y era impreso por la tipografía moderna con un formato de 32 centímetros. El primer editorial fue escrito por Luis Razetti y decía textualmente:
"Nuestro objeto, pues, al crear este periódico, no ha sido otro que ofrecer a nuestros colegas campo en donde desarrollar sus ideas, publicar el resultado de sus observaciones, discutir lo que no sea evidente e ir formando así en estas páginas, algo como los anales de la Medicina Nacional. Desde luego las columna de la gaceta Médica de Caracas están abiertas a todas las plumas."
En sus comienzos, la Dirección y Administración de la Gaceta estuvo instalada en el mismo local de la Sociedad de Médicos y Cirujanos en la Calle Sur 6, N.º 29, entre las esquinas La Pedrera y La Gorda de Caracas. Tras la desaparición de la Sociedad de Médicos y Cirujanos de Caracas, Razetti quedó como dueño de la revista, la cual ofreció más tarde para servir como órgano oficial al "Colegio de Médicos de Venezuela" en 1902. A partir de 1904 pasó a manos de la Academia Nacional de Medicina.
En la Gaceta ha quedado recogida la labor científica de los médicos de Venezuela, además de las contribuciones de numerosos médicos y autores extranjeros.
Actualmente la Gaceta se publica cuatrimestralmente, y es órgano tanto de la Academia Nacional de Medicina de Venezuela y del Congreso Venezolano de Ciencias Médicas. En ella se da cabida a los trabajos presentados en la Academia, en los congresos de ciencias médicas y todos aquellos que ordene la dirección-redacción. Los trabajos publicados son inéditos y para ser publicados únicamente en la Gaceta Médica de Caracas de acuerdo con sus pautas.